# Shine (Toppers)
Shine is een nummer van de Nederlandse zangformatie De Toppers uit 2009. Het nummer was de Nederlandse inzending voor het Eurovisiesongfestival in 2009. De tekst en muziek van het nummer werd geschreven door Gordon onder het pseudoniem Ger van de Westelaken.  Bas van den Heuvel tekende voor de productie

## Aankondiging

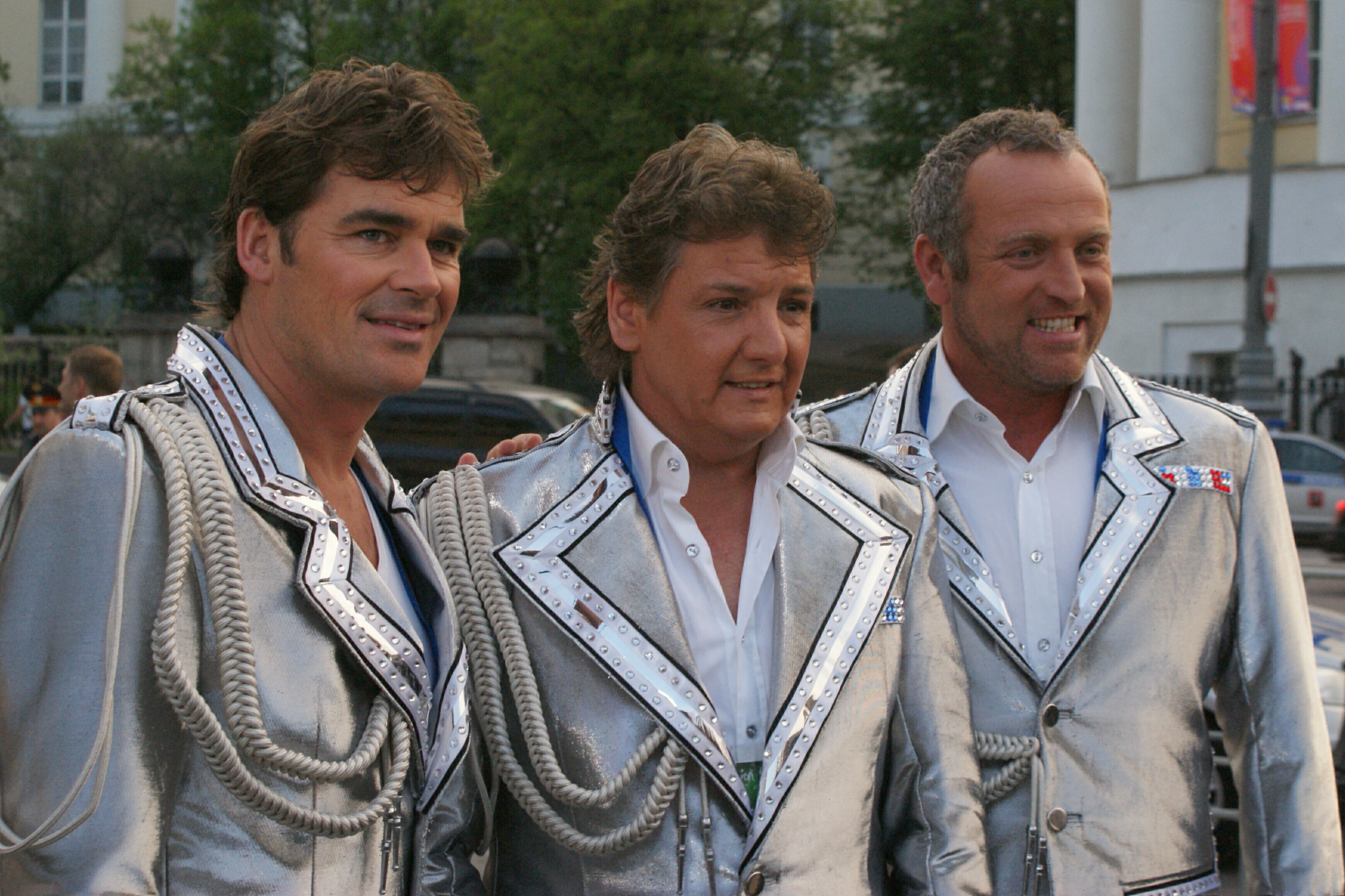
De Toppers op het Songfestival

Tijdens de concertenreeks van Toppers in concert 2008, werd er officieus bekendgemaakt dat De Toppers, bestaande uit René Froger, Gerard Joling en Gordon, in 2009 waarschijnlijk deel zouden nemen aan het Eurovisie Songfestival in Moskou. Op 19 september 2008 maakte de TROS officieel bekend dat De Toppers Nederland gingen vertegenwoordigen op het Eurovisiesongfestival van 2009 in Moskou. In de aanloop naar het festival zou de reallifesoap De Toppers op weg naar Moskou door de TROS worden uitgezonden, maar SBS6, waar Joling onder contract staat, ging niet akkoord met Joling als figurant in een soap van de TROS. De reacties die Gordon hierop uitte in de media schoten bij Joling in het verkeerde keelgat en hij wilde niet meer meedoen aan het Eurovisiesongfestival. Enkele dagen na het incident, op 10 november, werd bekend dat Jeroen van der Boom Joling in de Toppers gaat opvolgen.

## Nationaal Songfestival
Tijdens een live-show op 1 februari 2009 kon uit zes speciaal geschreven nummers de Nederlandse inzending worden gekozen voor het Eurovisiesongfestival. Hoewel de vakjury het nummer Angel of the Night unaniem verkoos tot beste nummer, koos 48 procent van het tv-publiek Shine tot Nederlandse inzending voor het Songfestival in Moskou. Omdat de stem van het publiek voor twee derde telde, kwam Shine bovenaan de totaaluitslag te staan. Hiermee werd bepaald dat De Toppers met Shine naar Moskou zouden gaan.

## Eurovisiesongfestival
Na de uitverkiezing van Shine lieten De Toppers weten anders met het festival om te gaan dan eerder kandidaten. Ze zouden het festival weer op de kaart proberen te zetten. Op 16 maart werd bekend dat Nederland een wildcard had gekregen, waarmee zelf bepaald mocht worden wanneer De Toppers op zouden treden. De mannen kozen voor het laatste optreden, omdat de kijkers dit beter zouden onthouden.
Tijdens de tweede halve finale traden De Toppers als laatste van negentien landen op. Na de bekendmaking van de tien landen die doorstroomden naar de finale, bleek dat Nederland hier niet bijhoorde. Op 17 mei, een dag na de finale van het festival, werd bekend dat De Toppers de zeventiende plaats behaalden in de halve finale met elf punten. Tien punten hiervan kwamen uit Albanië, het resterende punt kwam van Denemarken.
Na het Songfestival-avontuur concentreerde De Toppers zich direct op Toppers in concert 2009. Met twee concerten in de ArenA vierden de mannen hun vijfjarig jubileum. Eind 2009 stapte Gordon net als Joling uit De Toppers. Niet veel later werd bekendgemaakt dat zowel Gordon en Joling alsnog terugkeren in De Toppers.
In mei 2016 onthulde Benno de Leeuw, manager van De Toppers, in het programma Brandpunt dat hij voor het Songfestival door een Oost-Europese partij zou zijn benaderd om tegen betaling de stemming van het televoten te manipuleren. De Toppers lieten weten dat ze wel op de hoogte waren, maar dat niemand serieus op het voorstel in wilde gaan.

## Hitnotering
| Shine in de Nederlandse Top 40 - binnen: 7 maart 2009 | Shine in de Nederlandse Top 40 - binnen: 7 maart 2009 | Shine in de Nederlandse Top 40 - binnen: 7 maart 2009 | Shine in de Nederlandse Top 40 - binnen: 7 maart 2009 | Shine in de Nederlandse Top 40 - binnen: 7 maart 2009 | Shine in de Nederlandse Top 40 - binnen: 7 maart 2009 | Shine in de Nederlandse Top 40 - binnen: 7 maart 2009 | Shine in de Nederlandse Top 40 - binnen: 7 maart 2009 | Shine in de Nederlandse Top 40 - binnen: 7 maart 2009 | Shine in de Nederlandse Top 40 - binnen: 7 maart 2009 |
| Week                                                  | 1                                                     | 2                                                     | 3                                                     | 4                                                     | 5                                                     | 6                                                     | 7                                                     | 8                                                     |                                                       |
| ----------------------------------------------------- | ----------------------------------------------------- | ----------------------------------------------------- | ----------------------------------------------------- | ----------------------------------------------------- | ----------------------------------------------------- | ----------------------------------------------------- | ----------------------------------------------------- | ----------------------------------------------------- | ----------------------------------------------------- |
| Nummer                                                | 31                                                    | 29                                                    | 21                                                    | 18                                                    | 18                                                    | 15                                                    | 21                                                    | 31                                                    | uit                                                   |

1956: De vogels van Holland / Voorgoed voorbij · 1957: Net als toen · 1958: Heel de wereld · 1959: 'n Beetje · 1960: Wat een geluk · 1961: Wat een dag · 1962: Katinka · 1963: Een speeldoos · 1964: Jij bent mijn leven · 1965: 't Is genoeg · 1966: Fernando en Filippo · 1967: Ring-dinge-ding · 1968: Morgen · 1969: De troubadour · 1970: Waterman · 1971: Tijd · 1972: Als het om de liefde gaat · 1973: De oude muzikant · 1974: Ik zie een ster · 1975: Ding-a-dong · 1976: The party's over · 1977: De mallemolen · 1978: 't Is O.K. · 1979: Colorado · 1980: Amsterdam · 1981: Het is een wonder · 1982: Jij en ik · 1983: Sing me a song · 1984: Ik hou van jou · 1986: Alles heeft ritme · 1987: Rechtop in de wind · 1988: Shangri-la · 1989: Blijf zoals je bent · 1990: Ik wil alles met je delen · 1992: Wijs me de weg · 1993: Vrede · 1994: Waar is de zon · 1996: De eerste keer · 1997: Niemand heeft nog tijd · 1998: Hemel en aarde · 1999: One good reason · 2000: No goodbyes · 2001: Out on my own · 2003: One more night · 2004: Without you · 2005: My impossible dream · 2006: Amambanda · 2007: On top of the world · 2008: Your heart belongs to me · 2009: Shine · 2010: Ik ben verliefd (sha-la-lie) · 2011: Never alone · 2012: You and me · 2013: Birds · 2014: Calm after the storm · 2015: Walk along · 2016: Slow down · 2017: Lights and shadows · 2018: Outlaw in 'em · 2019: Arcade · 2020: Grow · 2021: Birth of a new age · 2022: De diepte · 2023: Burning daylight · 2024: Europapa